# Lina Magull
Lina Magull, née le 15 août 1994, est une footballeuse internationale allemande évoluant au poste de milieu de terrain à l'Inter Milan.

## Carrière en club

### Junior
Lina Magull commence sa carrière junior en jouant pour le Hörder SC de 1999 à 2002. Elle effectue les six années suivantes avec le Hombrucher SV, où elle joue dans une équipe uniquement composée d'homme. En 2008, elle arrive dans l'équipe junior C du SuS Kaiserau.

### Senior
Un an plus tard, elle commence sa carrière senior en deuxième division avec le FSV Gütersloh 2009. Lors de cette même année, l'équipe est promue en première division. Lors de la saison 2012/13, Magull signe un contrat avec le VfL Wolfsburg. Elle fait ses débuts en Allianz Frauen-Bundesliga, le 23 septembre 2012, avec une victoire 6-0 face au VfL Sindelfingen,. Quatre jours plus tard, elle débute en Ligue des champions contre le club polonais du RTP Unia Racibórz, avec une victoire à l'extérieur, 5-1. Le 14 novembre 2012, Magull marque son premier but en Frauen-Bundesliga contre son ancien club du FSV Gütersloh 2009, dans un match qui se termine finalement par une très large victoire de Wolfsburg, 10-0. Le 12 novembre 2014, Magull inscrit deux buts contre le SV Neulengbach, qui emmène Wolfsburg en quart de finale de la Ligue des champions 2014-2015.
Le 21 mai 2015, elle prolonge son contrat avec Wolfsburg jusqu'en 2018. En parallèle, elle se voit prêtée au SC Fribourg. En mai 2016, son prêt au SC Freiburg est prolongé d'un an, jusqu'en 2017.
Pour la saison 2018-2019 elle est transférée au Bayern Munich
Le 14 décembre 2021, elle prolonge son contrat jusqu'en 2024.
Le 14 janvier 2024 Lina Magull s'engage avec le club italien de l'Inter Milan pour un contrat de 2 ans (jusqu'en 2026).

## Carrière internationale

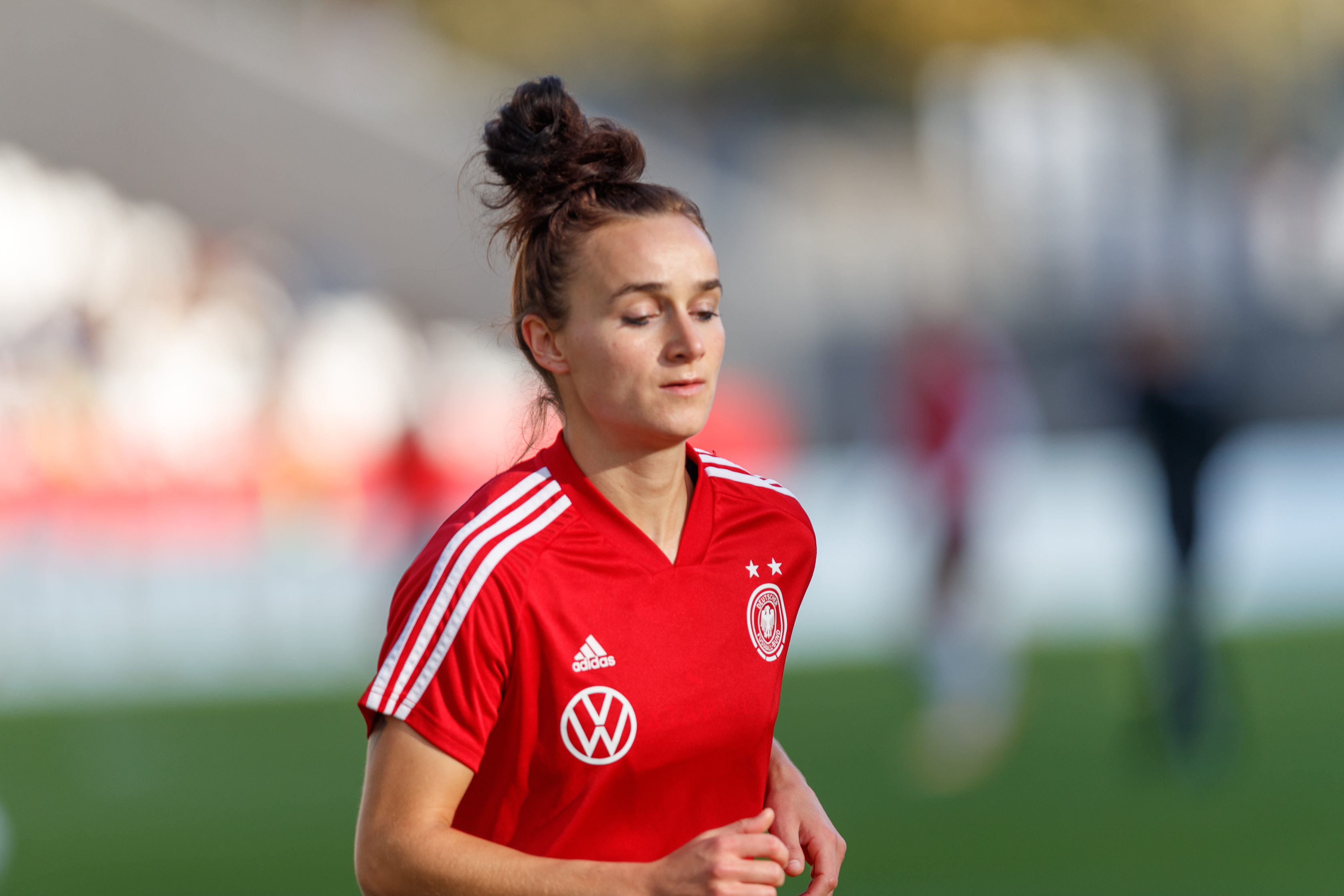
Lina Magull

En 2010 et 2011, elle joue dans le championnat d'Europe féminin des moins de 17 ans avec l'équipe d'Allemagne, et termine à la troisième place. Elle participe ensuite, avec l'équipe allemande des moins de 20 ans, à la Coupe du monde des moins de 20 ans 2012 organisée au Japon. Lors du deuxième match de groupe contre le Ghana, Magull inscrit l'unique but de la victoire dans le temps additionnel de la seconde mi-temps qui permet à l'Allemagne d'assurer sa place en quart de finale. L'Allemagne se qualifie pour la finale mais perd 0-1 contre les États-Unis. En 2013, elle participe au championnat d'Europe des moins de 19 ans qui se déroule au Pays de Galles, et atteint le stade des demi-finales. Son équipe est battue 2-1 par la France. Lors de sa deuxième Coupe du monde des moins de 20 ans, organisée en 2014 au Canada, Magull porte le brassard de capitaine. Son équipe est sacrée championne après une victoire 1-0 en prolongations contre le Nigeria.
Le 13 octobre 2015, Magull (avec Mandy Islacker) est, pour la première fois, appelée en équipe d'Allemagne senior pour les deux matchs de qualification du championnat d'Europe féminin 2017, contre la Russie et la Turquie.
Le 31 juillet 2022, elle marque le but du 1-1 à la 79e minute de la finale, permettant à l'Allemagne d'égaliser sur l'Angleterre.

## Statistiques
Le tableau ci-dessous retrace la carrière de Lina Magull depuis ses débuts :

### En club
| Saison                | Club                  | Championnat           | Championnat | Championnat | Coupe(s) nationale(s) | Coupe(s) nationale(s) | Compétition(s) continentale(s) | Compétition(s) continentale(s) | Compétition(s) continentale(s) | Total | Total |
| Saison                | Club                  | Division              | M.          | B.          | M.                    | B.                    | Comp.                          | M.                             | B.                             | M.    | B.    |
| 2009-2010             | FSV Gütersloh 2009    | 2.Bundesliga          | 1           | 0           | -                     | -                     | -                              | -                              | -                              | 1     | 0     |
| 2010-2011             | FSV Gütersloh 2009    | 2.Bundesliga          | 14          | 3           | 3                     | 0                     | -                              | -                              | -                              | 17    | 3     |
| 2011-2012             | FSV Gütersloh 2009    | 2.Bundesliga          | 21          | 19          | 4                     | 2                     | -                              | -                              | -                              | 25    | 21    |
| Sous-total            | Sous-total            | Sous-total            | 36          | 22          | 7                     | 2                     | -                              | -                              | -                              | 43    | 24    |
| 2012-2013             | VfL Wolfsburg         | Bundesliga            | 15          | 2           | 5                     | 2                     | C1                             | 8                              | 0                              | 28    | 4     |
| 2013-2014             | VfL Wolfsburg         | Bundesliga            | 11          | 2           | 2                     | 1                     | C1                             | 4                              | 4                              | 17    | 7     |
| 2014-2015             | VfL Wolfsburg         | Bundesliga            | 16          | 5           | 4                     | 0                     | C1                             | 6                              | 2                              | 26    | 7     |
| Sous-total            | Sous-total            | Sous-total            | 42          | 9           | 11                    | 3                     | -                              | 18                             | 6                              | 71    | 18    |
| 2015-2016             | SC Fribourg           | Bundesliga            | 20          | 6           | 3                     | 2                     | -                              | -                              | -                              | 23    | 8     |
| 2016-2017             | SC Fribourg           | Bundesliga            | 22          | 11          | 4                     | 2                     | -                              | -                              | -                              | 26    | 13    |
| 2017-2018             | SC Fribourg           | Bundesliga            | 20          | 12          | 3                     | 1                     | -                              | -                              | -                              | 23    | 13    |
| Sous-total            | Sous-total            | Sous-total            | 62          | 29          | 10                    | 5                     | -                              | -                              | -                              | 72    | 34    |
| 2018-2019             | Bayern Munich         | Bundesliga            | 17          | 7           | 4                     | 1                     | C1                             | 8                              | 2                              | 29    | 10    |
| 2019-2020             | Bayern Munich         | Bundesliga            | 20          | 5           | 1                     | 0                     | C1                             | 4                              | 2                              | 25    | 7     |
| 2020-2021             | Bayern Munich         | Bundesliga            | 20          | 5           | 4                     | 1                     | C1                             | 7                              | 1                              | 31    | 7     |
| 2021-2022             | Bayern Munich         | Bundesliga            | 20          | 4           | 3                     | 1                     | C1                             | 7                              | 0                              | 30    | 5     |
| 2022-2023             | Bayern Munich         | Bundesliga            | 18          | 8           | 4                     | 2                     | C1                             | 8                              | 1                              | 30    | 11    |
| 2023-2024             | Bayern Munich         | Bundesliga            | 8           | 0           | 1                     | 0                     | C1                             | 4                              | 0                              | 13    | 0     |
| Sous-total            | Sous-total            | Sous-total            | 103         | 29          | 17                    | 5                     | -                              | 38                             | 6                              | 158   | 40    |
| Total sur la carrière | Total sur la carrière | Total sur la carrière | 243         | 89          | 35                    | 15                    | -                              | 56                             | 12                             | 334   | 116   |

## Palmarès

### Wolfsburg
- Vainqueur de la Ligue des champions en 2013 et 2014
- Championne d'Allemagne en 2013 et 2014
- Vainqueur de la Coupe d'Allemagne en 2013 et 2015

- Bayern Munich
  - Championnat d'Allemagne (2)
    - Champion :2021 et 2023

### Sélection
- Vainqueur de la Coupe du monde des moins de 20 ans en 2014
- Finaliste de la Coupe du monde des moins de 20 ans en 2012

- Équipe du Allemagne
  - Championnat d'Europe
    - Finaliste : 2022

### Récompenses individuelles
- Médaille d'argent Fritz Walter (meilleure jeune joueuse allemande) en 2012